# Mesa de ajedrez

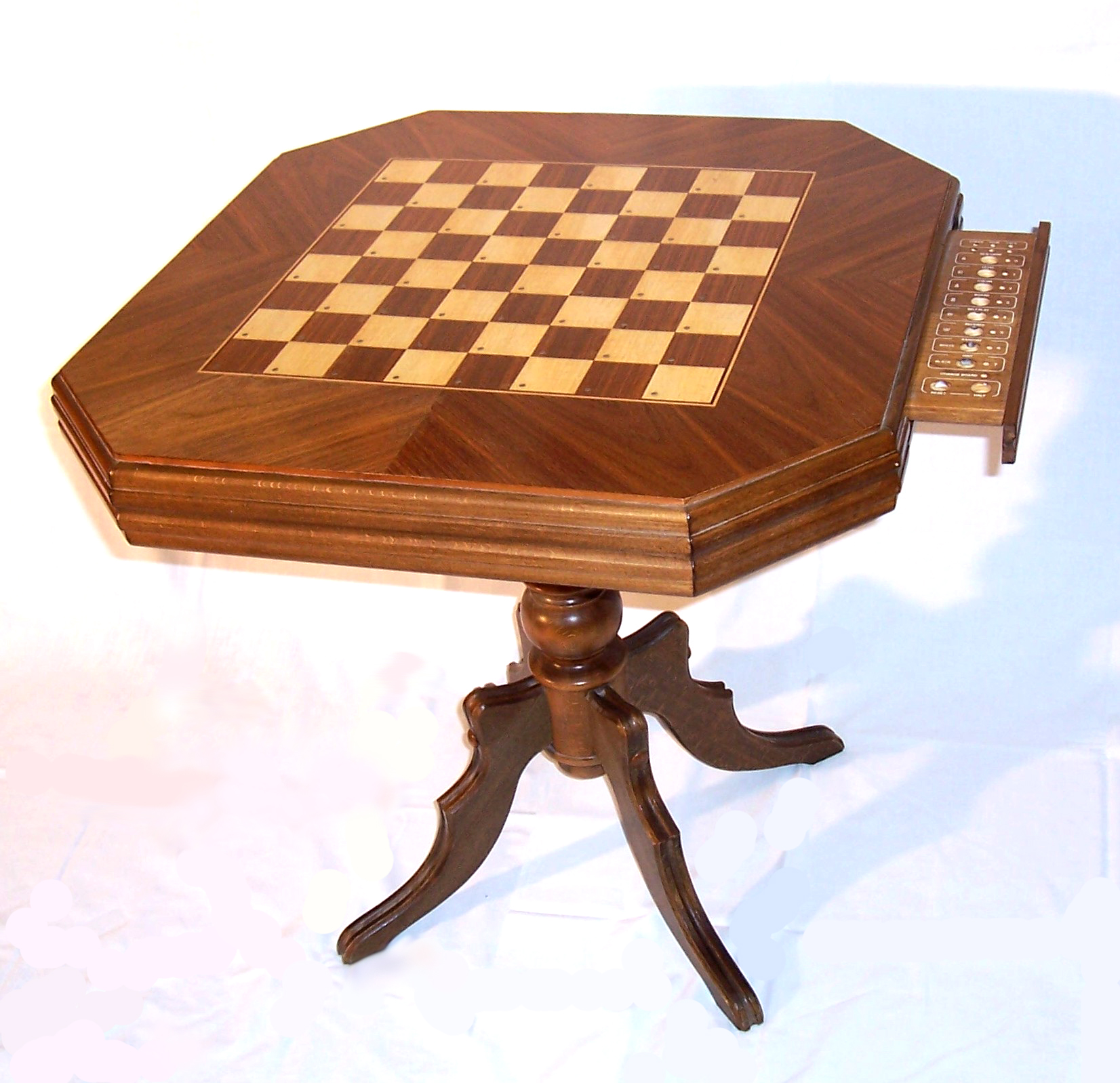
Una mesa de ajedrez

Una mesa de ajedrez es un tipo de mesa específicamente concebida para acoger una partida de ajedrez, esencialmente integrando un tablero sobre la superficie superior y también a veces con uno o varios cajones que permiten guardar las fichas cuando no se utilizan.
Las mesas de ajedrez pueden constituir también elementos de decoración. El tablero puede estar pintado en las mesas baratas o incrustado o grabado en las mesas de más alta gama. Generalmente se fabrican de madera sólida como el palisandro, cedro o caoba. Existen también en madera exótica.
Jugar al ajedrez no es la única función de una mesa de ajedrez, puede también servir como una mesa habitual. Del mismo modo, se puede jugar al ajedrez en otro sitio diferente a una mesa concebida a tal efecto.
Se encuentran mesas de ajedrez establecidas en lugares públicos, por ejemplo, en cafés o en el exterior, fijadas al suelo, en los parques de algunas ciudades y campus universitarios.